# آرتان
آرتان (به فرانسوی: Arthun) یک کمون در فرانسه است که در لوآر واقع شده‌است. آرتان ۱۳٫۸۸ کیلومتر مربع مساحت دارد ۴۰۰ متر بالاتر از سطح دریا واقع شده‌است.